# Capacidad de producción
La capacidad de producción o capacidad productiva es el nivel de actividad que puede alcanzarse con una estructura productiva dada. El estudio de la capacidad es fundamental para la gestión empresarial en cuanto permite analizar el grado de uso que se hace de cada uno de los recursos en la organización y así tener oportunidad de optimizarlos.
Los incrementos y disminuciones de la capacidad productiva provienen de decisiones de inversión o desinversión (por ejemplo, la adquisición de una máquina adicional). Además se debe tener en cuenta la mano de obra, inventarios, entre otros. 
También puede definirse como cantidad máxima de producción, que se pueden obtener por la entidad en un período con la plena utilización de los medios básicos productivos bajo condiciones óptimas de explotación
Es un error muy común definir la capacidad de producción en función del resultado alcanzado (producción obtenida), ya que ello es consecuencia de aplicar los recursos disponibles a la producción de ciertos bienes o servicios. Si los recursos disponibles se orientan a producir ciertos bienes de baja productividad, los volúmenes de producción obtenidos serán más bajos que si se orientaran a producir ciertos bienes de más elevada productividad. Sin embargo, la capacidad de producción es la misma en ambos casos. Por lo tanto, resulta más conveniente definir la capacidad productiva a la disponibilidad de recursos para producir, los cuales pueden aplicarse a elaborar diferentes bienes y servicios, a decisión de los responsables de tomar las decisiones productivas.
- Datos: Q1643839